# Institute of Technology, Tallaght
Das Institute of Technology Tallaght (kurz: ITT oder IT Tallaght; Irisch: Institiúid Teicneolaíochta, Tamhlacht) wurde 1992 gegründet und war eine bis 2019 eigenständige technische Hochschule mit Sitz in Tallaght bei Dublin, Irland. Sie wurde im Rahmen einer 2018–2022 andauernden, bildungspolitischen Reform in die Technische Universität Dublin überführt. Das ITT hatte zuletzt etwa 3.700 Studenten.

## Geschichte
Im Rahmen des Tallaght Regional Technical College 1992 wurde das Tallaght Regional Technical College (RTC) durch das irische Parlament im Jahr 1992 offiziell gegründet. Ab dem Jahr 2005 nutzte es die Abkürzung „ITT Dublin“ um von der ebenfalls ITT abgekürzten Institute of Technology, Tralee abzugrenzen. Im Rahmen des Institutes of Technology Act 2006 wurde es offiziell in Institute of Technology, Tallaght umbenannt und nutzte nur noch die Abkürzung ITT.
Die Gründung der ersten Technischen Universität in Irland wurde 2018 durch den Taoiseach Leo Varadkar bekannt gegeben. Die neugeschaffene Technological University Dublin wurde aus drei Instituten zusammengeführt: Der ITT, dem Dublin Institute of Technology (DIT) und dem Institute of Technology, Blanchardstown (ITB). Im Rahmen weiterer Verschmelzungen wurden fast alle Regional Technical Colleges (RTC) und ITs in Technische Universitäten oder Volluniversitäten verschmolzen. Dies wurde mit den ständig sinkenden Studentenzahlen an den RTCs und ITs zugunsten von Universitäten begründet. Das neue DIT hat etwa 20.000 Studenten, von denen rund 3.700 von der ITT beigesteuert wurden.